# Dorfkirche Straßberg (Plauen)

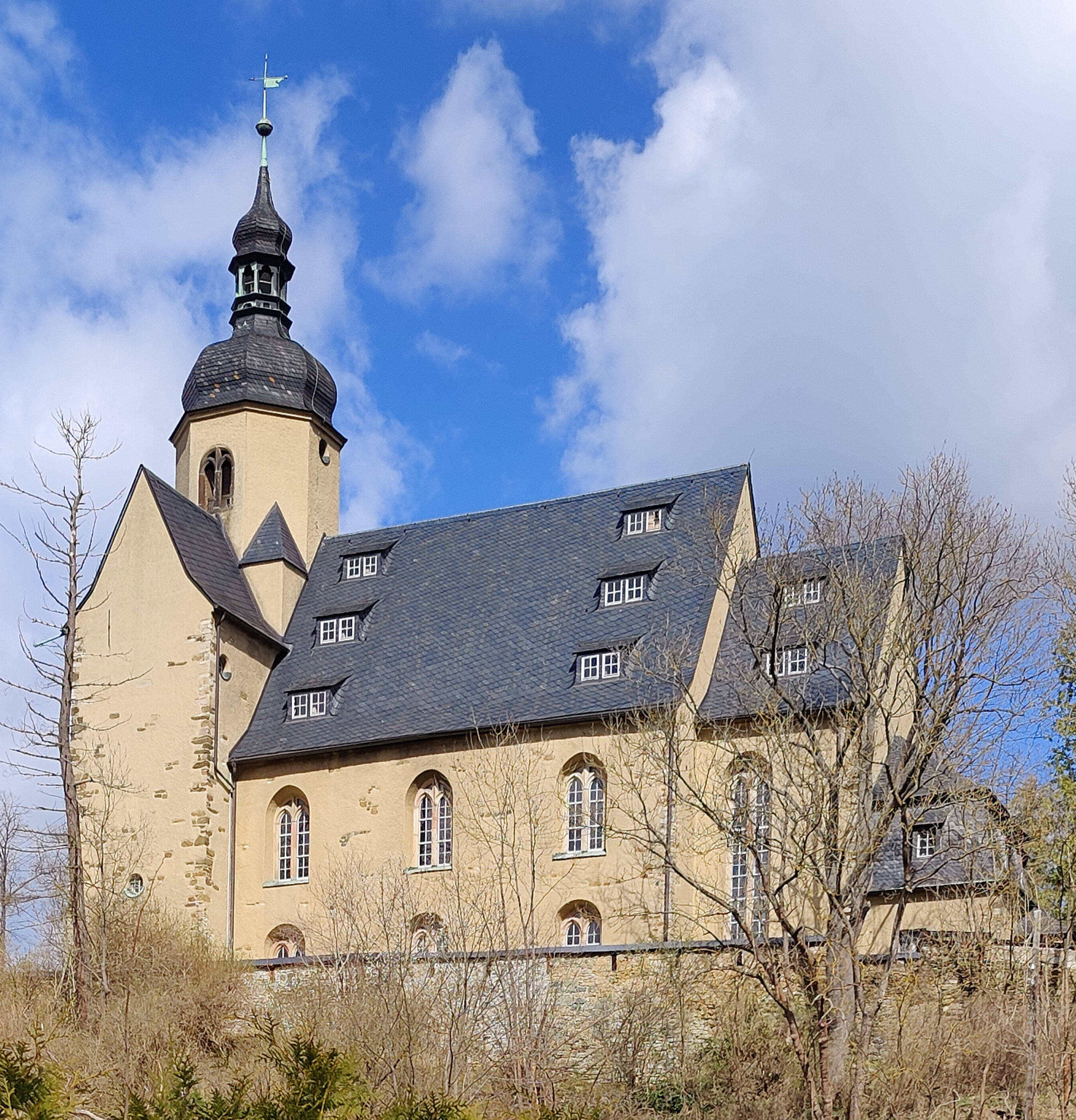
Dorfkirche Straßberg (Plauen)

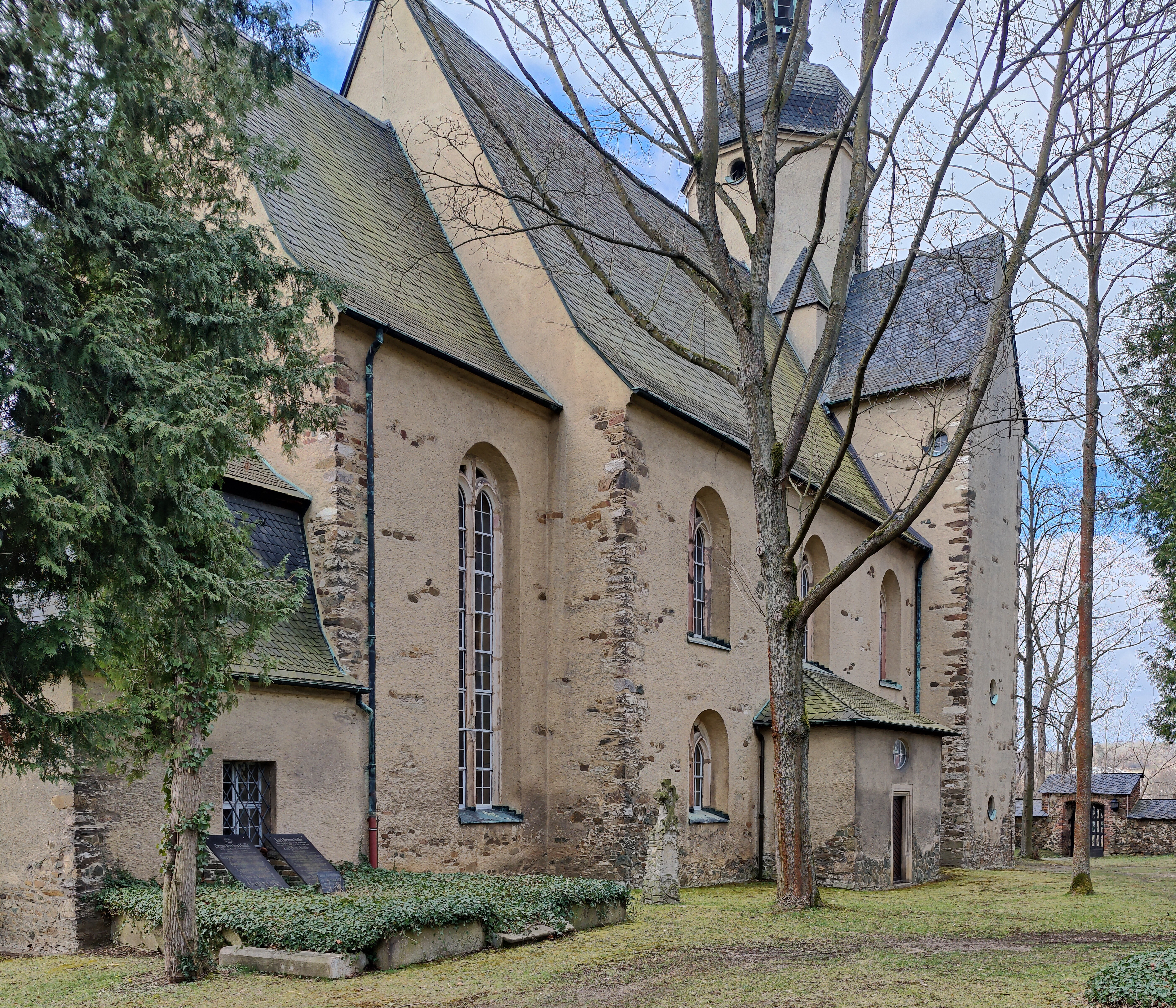
Nordostansicht

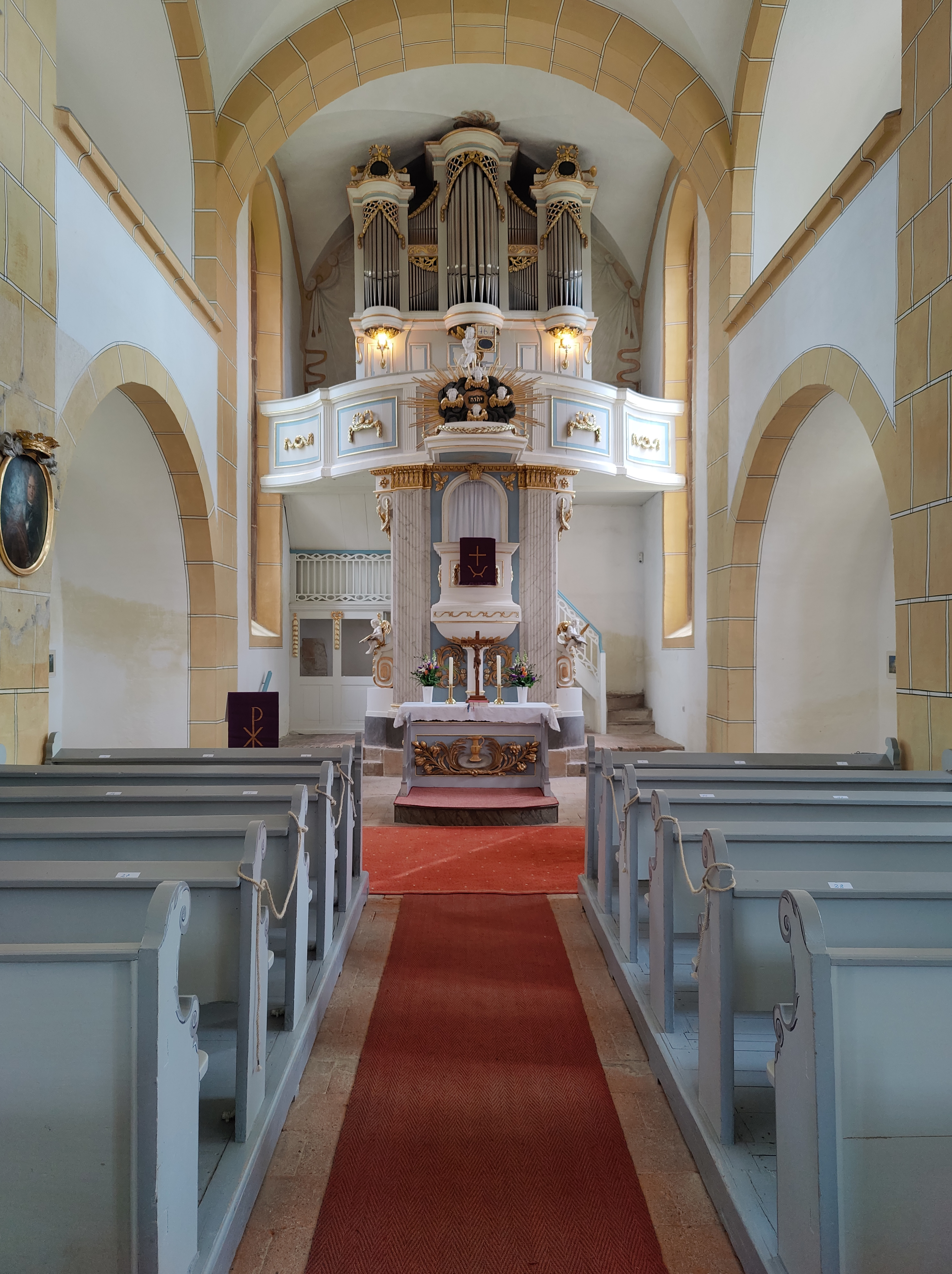
Innenansicht

Die evangelische Dorfkirche Straßberg ist eine nachgotische Saalkirche im Stadtteil Straßberg von Plauen im Vogtlandkreis in Sachsen. Sie gehört zur Kirchengemeinde Straßberg im Kirchengemeindeverbund Plauen der Evangelisch-Lutherischen Landeskirche Sachsens.

## Geschichte und Architektur
Das weithin sichtbare, außerhalb des Dorfkerns auf einem „die Burg“ (der Vögte von Straßberg) genannten Hügel gelegene, dreischiffige Bauwerk wurde unter dem Patronat Joachim von Reibolds auf Neuenburg und Straßberg im Jahr 1576 errichtet. Die massiven Grundmauern deuten auf die Verwendung von Steinen der ehemaligen Burgruine hin. Umbauten wurden im Jahr 1626, Restaurierungen in den Jahren 1832, 1839 und 1937 vorgenommen.
Die Kirche ist ein verputzter Bruchsteinbau mit steilem Satteldach; der Chor, der Emporensaal und Westbau sind deutlich in der Höhe voneinander abgesetzt. Der eingezogene, gerade geschlossene Chor ist mit anschließender Sakristei versehen. An der Westseite ist ein mächtiger viergeschossiger Anbau von schlossartigem Charakter angeordnet, der eingestellte Turm ist mit oktogonalem Glockengeschoss versehen, als Abschluss dient eine Welsche Haube mit offener Laterne. An der Westseite ist ein Sitznischenportal aus Sandstein angeordnet, darüber ein Spitzbogenfenster, wie auch am Saal und am Chor mit stumpfem Spitzbogen und einfachem Maßwerk, am Saal zweigeschossig, am Chor in durchgehenden, langen Bahnen. Das dreijochige Innere ist kreuzgratgewölbt, durch die weit eingezogenen Strebepfeiler entstanden seitenschiffartige Räume mit steinernen Emporen über Stichgewölben, ihre Kompartimente sind durch Öffnungen in den Pfeilerwänden miteinander verbunden.
Der Raumeindruck wird durch illusionistische Malereien wie kannelierte Pilaster, Girlanden und marmorierte Felder an den Emporenbrüstungen und in den Gurtbögen des Gewölbes gesteigert. Im Westbau ist eine Vorhalle zwischen zwei Wendeltreppen angeordnet, die zur ehemaligen Neundorfer Betstube im ersten Obergeschoss führen. Hier befinden sich stuckierte Kreuzgratgewölbe mit Rocailleformen, Putten und Wappen der Familien von Reibold auf Neundorf, von Feilitzsch, von Thoss, von Erlebach und von Ende. Große Wandbilder zeigen Darstellungen der Geburt und Himmelfahrt und sind bezeichnet mit Friedrich Wilhelm Franck Calensis, 1626. Die beiden darüberliegenden Geschosse sind kreuzgratgewölbt und wurden ursprünglich als Wohnräume genutzt.

## Ausstattung
Das Hauptstück der Ausstattung ist ein künstlerisch wertvoller klassizistischer Kanzelaltar, darüber befinden sich die ähnlich gestaltete konvexe Orgelempore und die Orgel. Der Altar stammt aus den Jahren 1802–1804, die Orgel ist hinterfangen von einer gemalten Draperie.
Zur Ausstattung gehört weiterhin ein qualitätvoller, nur in Teilen erhaltener spätgotischer Schnitzaltar aus der Zeit um 1500. Im Schrein ist Maria Magdalena dargestellt, flankiert von Anna selbdritt (rechts), bei der das Jesuskind fehlt, und Johannes dem Täufer (links). Die ehemaligen Flügelreliefs gingen verloren, heute sind die ehemaligen Außenseiten mit der gemalten Darstellung der Verkündigung versehen, die wohl von einem Meister aus Hof ausgeführt wurde. Eine Geißelungsgruppe wird zu den ehemaligen Füllungen der Flügel gezählt. 
Unterhalb der Betstubenfenster, hinterfangen von einer Draperie, ist ein Brustbild des Hofmarschalls  und Oberkammerrat Philipp Ferdinand von Reibold († 1712) angebracht, darunter ein großes geschnitztes Wappen, darüber eine Krone. In der Turmhalle befindet sich ein überlebensgroßes, farbig gefasstes Kruzifix aus dem 16. Jahrhundert.

## Orgel
Die Orgel ist ein Werk von Johann Gottlob Trampeli aus den Jahren 1802 bis 1804 mit 18 Registern auf zwei Manualen und Pedal. Sie wurde in den Jahren 1971–1973 durch die Werkstatt Jehmlich Orgelbau Dresden restauriert, eine weitere Restaurierung wurde 1998 durch Ekkehart Groß & Johannes Soldan durchgeführt. Die Disposition lautet:

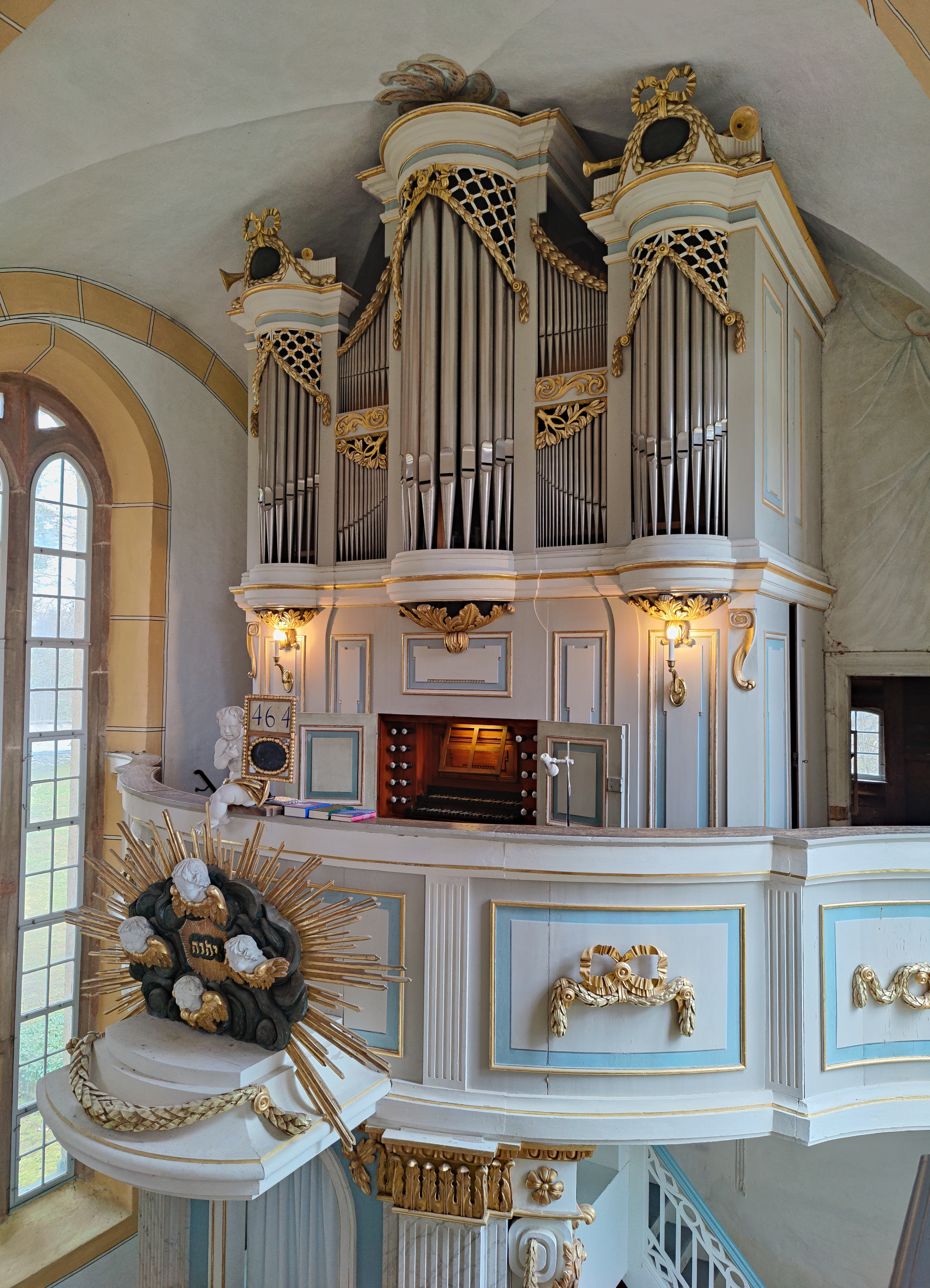
Orgel

| I Manual C–d3  |    |  |
| Prinzipal      | 8′ |  |
| Gedackt        | 8′ |  |
| Viola du Gamba | 8′ |  |
| Octave         | 4′ |  |
| Flaut douce    | 4′ |  |
| Quinte         | 3′ |  |
| Octave         | 2′ |  |
| Mixtur IV      |    |  |

| II Manual C–d3   |       |  |
| Lieblich Gedackt | 8′    |  |
| Prinzipal        | 4′    |  |
| Flauto amabile   | 4′    |  |
| Octave           | 2′    |  |
| Quinte           | 1 ⁄2′ |  |
| Flageolet        | 1′    |  |
| Cornetti III     |       |  |

| Pedal C–c1 |     |  |
| Subbaß     | 16′ |  |
| Octavenbaß | 8′  |  |
| Posaunbaß  | 16′ |  |

- Koppel: Pedalkoppel

## Glocken
Im Kirchturm hängt ein dreistimmiges Glockengeläut aus historischen Glocken, die alle die Beschlagnahmen zur Rüstungsproduktion während der beiden Weltkriege überstanden haben.
| Glocke | Gießer                          | Gussjahr | Gewicht | Durchmesser | Schlagton |
| ------ | ------------------------------- | -------- | ------- | ----------- | --------- |
| 1      | Christoph Salomon Gräulich, Hof | 1725     | 658 kg  | 970 mm      | gis′      |
| 2      | Hiob Breitinger                 | 1673     | 260 kg  | 700 mm      | cis″      |
| 3      | Johann Daniel Hendel, Zwickau   | 1688     | 120 kg  | 590 mm      | dis″      |